# Барятинская, Елизавета Дмитриевна
Княгиня Елизавета Дмитриевна Барятинская, урождённая княжна Джамбакур-Орбелиани, в первом браке Давыдова (3 декабря  1835 — 1 февраля 1899 ) — жена генерал-фельдмаршала князя А. И. Барятинского; кавалерственная дама ордена Святой Екатерины (01.11.1864) и статс-дама двора (1874).

## Биография
Происходила из старинного аристократического рода. Дочь гвардии подпоручика князя Дмитрия Вахтанговича Орбелиани (1806—1882) от брака его с княжной Марией Ивановной Орбелиани (1812—1866). 
По отцу приходилась правнучкой предпоследнему царю Картл-Кахетии Ираклию II. Дом князя Орбелиани был известен на всю Грузию; хозяйка его, княгиня Мария Ивановна, некогда «довольно полная красавица, с черными исполненными ума глазами», была женщина довольно образованная. Она занимала почётное место при дворе князя М. И. Воронцова и «сумела хорошо устроить свою собственную жизнь и судьбу своей дочери».
6 марта 1854 года в Тифлисе княжна Елизавета Дмитриевна Орбелиани вышла замуж за Владимира Александровича Давыдова (1816—1886), состоявшего адъютантом при начальнике главного штаба войск на Кавказе князе А. И. Барятинском. По отзыву современников, Давыдов был «человек приличный, благовоспитанный и очень любезный в обращении», жена его была «скромная и симпатичная дама, не имеющая ничего блестящего», «худенькая, невысокого роста, с довольно обыденной фигурой, но с очень выразительным лицом кавказского типа, представляла собой тип женщины-кошки».

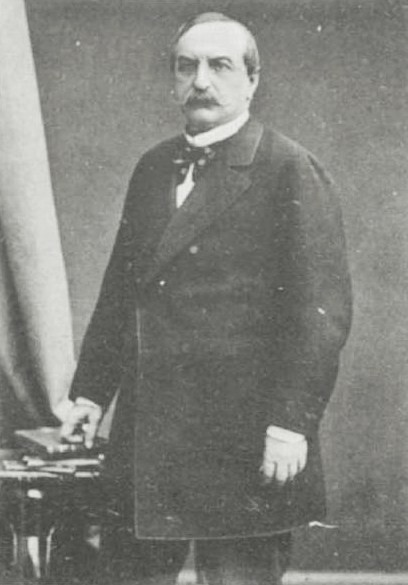
Владимир Давыдов

В тифлисском обществе Давыдова была известна под именем «Лизонька», и князь Александр Иванович Барятинский ухаживал за ней. Вскоре эти ухаживания переросли в нечто большее и, «вкравшись через глаза» в сердце наместника, «чернушка Лизонька» прочно обосновалась в его дворце. Она проводила у князя всё свое время ежедневно с часу дня до двух часов ночи, чтобы Барятинский лечил её, закутывая голую в холодные простыни по способу Шрота. Муж её всё понимал и всё видел, но сбитый с толку желанием быть генерал-интендантом, безгранично верил Барятинскому. Князь же, разгадав мягкую натуру Давыдова, вертел им, как мячом, и не давал места. Поняв, что все его расчёты ошибочны, Давыдов начал присматривать за женой и вдруг нашёл свое положение невыносимым. Рассердившись, в марте 1861 года он увёз жену из Тифлиса в Одессу, чтобы оттуда уехать с ней за границу.
Князь Барятинский послал в Одессу своего урядника, мингрельца Гиго Чантиа, который в одно утро тайно увёз мадам Давыдову из Одессы. Как говорили, она через Керчь была доставлена в Поти на шхуне, а оттуда с Барятинским уехала за границу — сначала в Дрезден, а затем в 1862 году в Париж. Всё это время Давыдов не знал, где его жена. Собрав сведения, что с ней ничего не случилось и просто она сбежала, он поехал за границу. В Штутгарте между Давыдовым и Барятинским состоялась «карикатурная дуэль», после чего в декабре 1862 года князь был уволен от службы и начался шумный бракоразводный процесс. С мая по октябрь 1863 года в Синоде рассматривалось дело Давыдовых, начатое по прошению Елизаветы Дмитриевны. На нём и речи не было о её виновности и ни слова о похитителе. Указом от 23 октября 1863 года брак был расторгнут, Давыдов был обвинён в «нарушениях святости брака прелюбодеянием» и подвергнут семилетней церковной епитимье с запретом вступать в новый брак, тогда как Елизавете Дмитриевне было позволено связать себя новыми узами брака.

## Второй брак

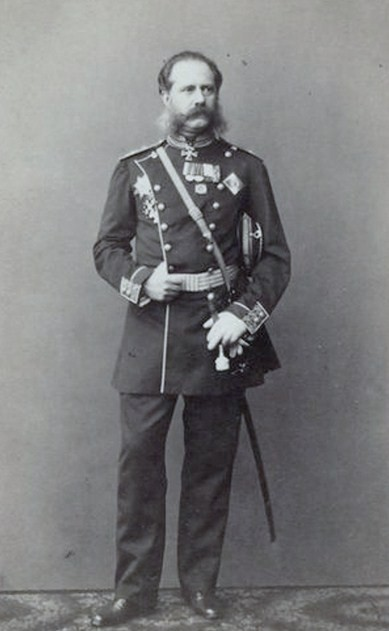
Александр Барятинский

28 октября 1863 года в домовой церкви святителя Николая Чудотворца князя Н. А. Орлова в Брюсселе состоялось венчание 48-летнего князя Александра Ивановича Барятинского с 27-летней Елизаветой Дмитриевной Давыдовой. Торжество было отпраздновано тихо, в узком кругу. Поручителями по жениху были князь Н. А. Орлов и князь В. И. Барятинский; поручителями по невесте — князь Э. Н. Мещерский и Дмитрий Приоров.
После свадьбы Барятинские отправились в Англию, как отметила А. О. Смирнова, чтобы «прощупать мнение общества». «Они поселились в Courbe-Royal (в Девоншире) в двух часах езды от Лондона. Их первый визит был ко мне в Торкей. Барятинский был доволен обедом. Княгиня тотчас была à son aise (с фр. — «в своей тарелке»)». Англия возбудила в Елизавете Дмитриевне чувства христианства, она сделалась совершенно low church (с англ. — «правоверной»), в воскресные дни ходила нахмурившись и читала Библию. Очень часто по вечерам она собирала челядь и читала им Евангелие. Позже Барятинская перевела с английского языка справочник «Симфония, или Согласие на Новый завет» (Варшава, 1874, 1877, 1882), ставший одним из первых новозаветных конкорданции в русской библеистике.
По наблюдению окружающих, оба супруга наслаждались своей семейной жизнью. В 1866 году Барятинские были в Петербурге на праздновании серебряной свадьбы Александра II. Затем они проживали в Париже, а в 1868 году — в России. В 1870 году, после встречи с императором на водах в Эмсе, князь Барятинский вновь был зачислен на службу, и государь предложил ему на выбор два дворца в Польше, Вишневицкий замок и дворец в Скерневицах. Барятинский выбрал Скерневицы, который был пожалован ему в пожизненное пользование. В Скерневицах Барятинские жили по-царски. В имении часто устраивались состязания стрелков, летом охоты на куропаток и фазанов, позднее — на оленей и кабанов. Император каждый год приезжал в Варшаву на маневры и всегда проводил один день у Барятинских. В честь императора устраивался грандиозный обед, на котором присутствовало большое количество гостей. При всем своем высоком положении, княгиня Барятинская была замечательно проста в обращении и делала много добра, за что её очень любили в крае. Она была скромна, добра и благодушна. Своим умом, сердечным тактом и теплым участием она внушала доверие и каждый преклонял перед ней колени. 
Будучи с 1864 года кавалерственной дамой, Елизавета Дмитриевна в 1874 году была удостоена звания статс-дамы. Во время русско-турецкой войны (1877—1878) проживала с мужем в Варшаве во дворце Бельведер. В 1878 году Барятинские уехали в Женеву, так как Елизавета Дмитриевна была нездорова. Там в начале 1879 года князь скончался. Тело его было перевезено в Россию и похоронено в родовом имении в селе Ивановском Курской губернии. Еще при жизни мужа у Елизаветы Дмитриевны наблюдались странности, она страдала затяжной депрессией и помутнением рассудка. После его смерти её болезнь обострилась  и она была вынуждена находиться на лечении в психиатрической клинике в Илленау близ Баден-Бадена. Скончалась от чахотки в феврале 1899 года в Ахерне и была похоронена рядом с мужем в имении Ивановском.